# Abraão Polytsyne
 Abraão Polytsyne  (Rússia — Solovetsk, Rússia, 1626) foi um frade russo.

## Biografia
Faleceu no Mosteiro de Solovetsk onde vivia. As suas cartas excitaram o patriotismo dos russos, levando-os a repelir os polacos nos princípios do século XVII. Foi o Guardião do Convento da Trindade, próximo de Moscovo, defendeu-o vigorosamente contra o inimigo em 1613. Deste acontecimento deixou uma interessante narração escrita em cirílico.